# Голланд, Григорий Нэмирович
Григо́рий Нэми́рович Го́лланд (1955, Магнитогорск — 2002, Магнитогорск) — российский художник. Сын магнитогорского поэта Нэмира Моисеевича Голланда (1928—2006)

## Художественная деятельность
Григорий Голланд был самородком — он не имел специального образования, но его картины находят живой интерес у ценителей русского авангарда. Свои картины он зачастую писал на подручном материале (картон, ДВП, альбомные листы) и бескорыстно раздаривал друзьям. Он умер в нищете, так и не получив признания со стороны деятелей официального искусства.
Основной жанр — портрет. Был убеждён, что существует два типа лиц, соответствующих двум слоям общества: демиурги (творцы) и все остальные (толпа). Некоторые искусствоведы (например, Лев Дьяконицын) определяют избранное им направление как психологический экспрессионизм, обращение к душе человека.
Ныне произведения Голланда хранятся в частных коллекциях России, Германии, Израиля.

### Участие в выставках
- 1985 — «40 лет Победы в Великой Отечественной войне» (Москва)
- 1987 — II фестиваль трудящихся народов СССР (Москва)
- 1992 — «Художники изостудии ММК» (Магнитогорск)
- 1995 — «Художник и модель» (Магнитогорск)
- 2005 — Международный фестиваль современного искусства «Другая реальность» (Магнитогорск)
- 2005 — персональная выставка «Мой ангел безумный оставил меня» (Магнитогорск)
- 2006 — посмертная выставка, походившая в Магнитогорске (январь), Челябинске и Москве (29 сентября — 11 октября, выставочный зал Всероссийского Общества Охраны Памятников Истории Культуры)
- 2006 — «Art-сплав» (Челябинск)
- 2006 — персональная выставка, издательский дом «Гамма» (Москва)
- 2007 — персональная выставка, Музей творчества аутсайдеров (Москва)

### Книжная графика
В 1997 Григорий Голланд оформил серию из пяти поэтических книг магнитогорского поэта Николая Якшина: «Жёсткое дыхание», «Круговерть», «Пыльца», «Краем жизни» и «Веки светлеют». В 2003 его рисунки были использованы для оформления книги Владимира Некрасова «Чёт-нечет».

### Публикации
1. Графика. — «Берег А» (Магнитогорск), 2004, № 2, с. 147—154.

## Литературная деятельность
Григорий Голланд являлся автором множества стихотворений, которые никогда не выходили в печати. Этот пласт его творчества ещё ждёт своего исследователя.

### Публикации
1. Стихи. — «Берег А» (Магнитогорск), 2002, № 1, журнал в журнале «Выселки», с. 134—137.
2. Письма из Магнитки и Бурукана. — В потоке времени и памяти… (о художнике А. Камалове). — Санкт-Петербург, «Дмитрий Буланин», 2006, с. 282—293.

## Мемориал
Скончался 20 августа 2002 года, похоронен на Левобережном кладбище Магнитогорска.

## Оценки современников
- Искусствовед, член Союза художников России М. Ф. Абрамова:

«Его хочется сравнить с Демоном, так как творческий дух художника мог взлетать на божественную высоту, проникать в тайны подсознания и опускаться в самую преисподнюю. Одиночество — в духовном плане, неприхотливость — в бытовом, одержимость — в творческом. Его откровения, и живописные, и графические, потрясают своей искренностью. Многие, рожденные больным воображением, становятся даже страшными, как свидетели адской душевной муки. Непроизвольное сцепление трансформирующихся образов, хаотичность композиции, спонтанность письма свидетельствуют о состоянии разлада с самим собой и окружающим миром».

- Искусствовед Л. Дьяконицын:

Сама биография, судьба —- теперь ещё и посмертная —- этого самоучки, эксцентричной личности, непризнанного «нищего гения» мгновенно адресует нас к «коду», представленному в истории искусства такими фигурами, как Анатолий Зверев или Нико Пиросманишвили. Как Амедео Модильяни или Хаим Сутин, с полотнами которых у Голланда можно увидеть, кажется, прямые переклички.

## Интересные факты
- Помимо живописи, Григорий Голланд занимался поэзией — из-под его пера выходили пронзительные лирические стихи.

### Статьи
- Галиахметова А. Жизнь вольной птицы за гранёным стеклом
- Дьяконицын Л. Модильяни с Магнитки
- Новости телеканала «Культура»: Портреты кисти Голланда
- Новости регионов Министерство культуры Российской Федерации: Выставка наследия Григория Голланда

### Репродукции
- Григорий Голланд на сайте Ant-Gallery
- Фоторепортаж с выставки Григория Голланда (Магнитогорск, январь 2006)